# Hova lett…
A Hova lett… a Bikini együttes (vagy ahogy a zenekar utólag nevezte ezt a korszakot: az Ős-Bikini) bemutatkozó albuma, még az első, az ellehetetlenített Beatricéből érkező Nagy Feró-féle felállással készült 1983-ban punk-rock stílusban, Feró jellegzetes, pimasz, néhol dadaista szövegeivel, agresszív, de finoman kidolgozott zenei kísérettel. 1984-ben elkészítették angol nyelvű változatát, "Fair Wind To You..." címmel, amivel a MIDEM-en mutatkozott volna be az együttes, de végül sosem jelent meg, és az archívumban végezte az anyag. A Hungaroton Classics-sorozat részeként aztán 2015-ben felkerült az iTunes-ra, később pedig streamingszolgáltatóknál is elérhető lett.

## Számok listája

### Hova lett...
A oldal:
1. Jó szelet kívánok – 2:16
2. Maradj már – 2:15
3. Program – 3:23
4. Ótyi-tyótyi – Ping-pong – 3:27
5. Nem leszek sohasem – 3:04
6. A zenekar üzenete– 2:54
7. Kicsinál szódát 1. – 2:04

B oldal:
1. Kicsinál szódát 2. – 1:15
2. Viva! Carramba! – 2:21
3. Долина – 1:49
4. Születésnapi fűrész – 2:58
5. Ó, igen, felborult – 2:41
6. Jaiaó, eládió – 2:50
7. Gyerekmese – 3:42

### Fair Wind To You...
1. Fair Wind To You (2:23)
2. Loving You (2:08)
3. Program (3:18)
4. Oy-ty, Toy-ty, Ping-pong (3:48)
5. Blowing in the Sea (2:55)
6. Quasimodo (2:57)
7. P***y Dog (2:04)
8. P***y Dog (Cont.) (1:15)
9. Carnival (2:20)
10. Dolina (1:50)
11. The Chain-Saw (2:52)
12. Something Is Wrong (2:41)
13. Horror Song (2:50)
14. Bedtime Story (3:40)

## A lemezről

### A zene és a szöveg
"Míg a Beatrice egy nagyon profi, de mégis amatőr zenekar volt, addig a Bikiniben már befutott nagy zenészek játszottak. Az volt a jó benne, hogy bármit kitaláltam, rögtön meg tudták csinálni." (Nagy Feró)
A lemez hanganyagán végig érződik, hogy kipróbált, több zenekart megjárt, kiváló zenészek munkája, amihez járult Nagy Feró felszabadult és könnyed, fanyar humorú, semmihez sem hasonlítható szövegvilága, illetve a technikai lehetőségeket (digitális effektek, sztereó hang- és zajhatások, audio-gegek) magabiztosan felvonultató hangkörnyezet. Mindez különösen azok után meglepő, hogy tulajdonképpen elsőlemezes zenekarról van szó, Nagy Feró pedig ekkor egy frusztrációkkal meglehetősen erősen terhelt korszakot tudhat maga mögött.
A hangzásbeli gegek (kiboruló pohár, kifogyó szódásüveg, az ablakon kidobott (?) macska) egyik markáns eleme volt az eredeti bakelitkiadáson, hogy az "A" oldal a "Kicsinál szódát" című szám közepén fejeződött be, a "B" oldalt így természetesen ennek a számnak a folytatása nyitotta (ez a geg a CD-kiadáson eltűnik – helyét egy szünet jelzi a dal közepén).
Az albumhoz kapcsolódóan két kislemez jelent meg, mindkettő 1983-ban. A "Kicsinál szódát / A zenekar üzenete" magyar nyelvű volt, míg az 1983-as MIDEM-re készített bemutatkozó kislemezen az "I'm Not Afraid / Carnival" című számok kaptak helyet (azaz a "Jaiaó, eládió" és a "Viva! Carramba!" - előbbi a később angolul megjelent nagylemezen már mint "Horror Song" szerepel).

### Az eredeti és a megmásított borító
A (korai) Bikini grafikai arculatának kialakításában nagy szerepe volt Bernáth(y) Sándor képzőművésznek – a plakátok, szóróanyagok és a lemezborító mellett ő tervezte még a Beatrice időkben azt a bizonyos "Nem-nem-zet csótánya" feliratú pólót is. A lemez grafikai világa párhuzamba állítható a Feró-féle kicsit dadaista attitűddel: a feliratok önkényes módon, jellemzően fejjel lefelé kerültek a lemez elmosódott fotóira.
A CD-kiadás sajnos tönkretette ezt a grafikai világot: Bernát(y) jellegzetes "vaginális betűtípusa" (a szerző szóhasználata) eltűnt az eredeti fejenálló világgal egyetemben. A borítóra új grafikai elemek is kerültek: a korábban narancsszínű szívet (benne "NAGYFERÓ") most (a Beatricére utaló) pirospöttyös szív váltja fel, a mellette levő rajzolt száj (felirata: "BIKINI") a CD-kiadáson már zöld lett (ez a szín a lemezen korábban sehol nem szerepelt). Az így meglehetősen koncepciótlan, sima Arial betűtípust használó borítót a fülszöveg szerint Bernáth Zsiga, az eredeti grafikus fia készítette.
Az eredeti lemezen szereplő, a CD-kiadásról (nagyrészt) eltűnt vagy megváltoztatott szövegek:
HOVA LETT...
NAGYFERÓ és a Bikini együttes atomfegyvermentes nagylemeze.

Szerkesztette és minden embert ölel Bernáth(y) Sándor artinvesztőr.

– FEKETE FEHÉR HANGVIDEÓ –

Zene és szöveg: NAGYFERÓ és a BIKINI.
A kazettaváltozat az LP- és CD-változattól is eltért, ugyanis azon fekete-sárga alapon volt látható egy rajz, és fényképet egyáltalán nem tartalmazott.

### Fogadtatás
Bár a zenekar a Beatrice korábbi kultuszát nem múlhatta felül, a lemez egyértelmű szakmai és közönségsikert jelentett, az albumot a WAN2 magazin minden idők második legjobb magyar lemezének választotta, 2014-ben a hvg szavazásán ugyanebben a kategóriában a 8..
Az albumnak (a kort figyelembe véve) furcsa módon nemzetközi visszhangja is lett: Jello Biafra (Dead Kennedys) a Maradj Már! című dalt feltette egy válogatáslemezre(1984, "World Class Punk" album, a ROIR kiadása, "Come Of It" címmel, de magyar nyelven):
Egyszer kaptunk egy levelet Magyarországról, amelyben lemezt kértek. Küldtem az arcnak egyet azzal a megjegyzéssel: küldjetek cserébe egy magyar lemezt. Amit kaptam az nem volt más, mint a "Hova lett?" Nagyferótól, a Bikini által kísérve. Nagyferó a magyar viszonylatban Sex Pistolsnak számító Beatrice énekese volt. A Beatrice el volt tiltva a lemezkészítéstől, de azt vonakodva megengedte a hatalmon lévő rezsim Ferónak, hogy csináljon egy albumot session zenészekkel. Amivel előállt, az a legbesorolhatatlanabb punk album, amit valaha is készítettek. A CRASS-tól Ritchie Blackmore-ig, kínai szertartászenétől hegedűszólóig, ipari szintetizátortól a ska-ig minden megtalálható benne, néha ugyanabban a dalban.

## A közreműködők

### Bikini
- Nagy Feró (ének, szájharmonika, szaxofon)
- Vedres József (ritmusgitár)
- Szűcs Antal Gábor (szólógitár)
- Németh Alajos (basszusgitár)
- Németh Gábor (dob, ütőhangszerek)

### vendégzenészek
- Gidófalvy Attila (tangóharmonika)
- Csuka Mónika, Csuka Mária, Szánti Judit (vokál)
- Bóka János (hegedű)
- Belej Ferenc (cselló)
- Horváth Kornél (triangulum, konga)
- Lantos György (próza)

## Kapcsolódó linkek
- Rockmúzeum Archiválva 2009. szeptember 24-i dátummal a Wayback Machine-ben – kalózfelvételek a Bikinitől.
- Ős-Bikini – a történet a nagyferó.hu oldalról.
- Nagyferó és a Bikini – Hova lett... (Korszakalkotó)[halott link] – a MusicDemo kritikája;
- A magyar könnyűzenei Monty Python Archiválva 2009. december 27-i dátummal a Wayback Machine-ben – a bama.hu lemezkritikája;
- "Told le a gatyád" – egy 1983-as koncert leírása (passzió.hu)
- Bernáth(y) Sándor az Artportálon;